# 马拉坎县

所在位置

马拉坎县是巴基斯坦开伯尔－普赫图赫瓦省西部的一个县。南邻马尔丹县、恰尔萨达县 。总面积952 km2 (367.6 sq mi)，总人口452,291(1998)，人口密度475人/km2 (1,230.2/sq mi)。

## 行政区划
马拉坎县分为2个乡。